# Edward R. Weidlein
Edward Ray Weidlein (14 juillet 1887 - 15 août 1983) est chimiste américain, directeur, puis président du Mellon Institute of Industrial Research.

## Biographie
Il est président de l'American Chemical Society en 1937 et de l'American Institute of Chemical Engineers. Il reçoit la médaille de l'industrie chimique en 1935, la médaille Priestley en 1948  et le prix des fondateurs de l'AIChE pour ses contributions exceptionnelles au domaine du génie chimique en 1966.